# こんにちは、クールベさん
『こんにちは、クールベさん』（フランス語: Bonjour Monsieur Courbet）は、1854年にギュスターヴ・クールベが制作した油彩画で、当初は『出会い』(La Rencontre) と題されていた。本作は、画家がモンペリエへ向かう途中で、パトロンとなるアルフレッド・ブリュイヤスが従者と犬を連れているところに出会った場面を描いている。クールベの代表作のひとつであるとともに最も人気の高い作品のひとつであり、多数の再制作の主題となってきた。本作は、モンペリエのファーブル美術館が所蔵している（目録番号 868.1.23.）。

## 由来
アルフレッド・ブリュイヤスがギュスターヴ・クールベに制作を委嘱した本作は、1868年にブリュイヤスからファーブル美術館に寄贈された。
本作は、展示された世界博覧会でスキャンダルを巻き起こした。批評家たちは容赦無く、本作を「怪物のような傲慢の表明 (manifestation d'un monstrueux orgueil)」だと評した。

## 描写
サン・ジャン・ド・ ヴェダ (Saint-Jean de Védas) とミレヴァルの間の場所で、収集家でパトロンであったアルフレッド・ブリュイヤスは、従者と犬を連れているとき、クールベに出会った。驚くべきことにクールベは、自身の庇護者に対して、対等な存在として自らを表現している。作中のクールベは、誇らしく、強壮な様子で、ブリュイヤスの方が取るに足らない地味な存在に描かれている.。

## 背景
本作は、1854年にモンペリエにギュスターヴ・クールベが到着したことを不滅のものとした。また、画家とやがて彼のパトロンとなるアルフレッド・ブリュイヤスの出会いを表現している。

『さまよえるユダヤ人と話す町の市民』ピエール・ルループ・ドゥ・マン、1831年。広く流布した版画。

本作は、ピエール・ルループ・ドゥ・マン (Pierre Leloup du Mans, 1769-1844) が1831年に制作し広く流布した版画『さまよえるユダヤ人と話す町の市民 (Les bourgeois de la ville parlant au juif errant)』から着想を得ている。